# Coniochaeta vagans
Coniochaeta vagans är en svampart som först beskrevs av Carestia & De Not., och fick sitt nu gällande namn av N. Lundq. 1981. Coniochaeta vagans ingår i släktet Coniochaeta och familjen Coniochaetaceae.  Arten är reproducerande i Sverige. Inga underarter finns listade i Catalogue of Life.